# Братман-Бродовський Стефан Йоахимович
Стефан Йоахимович Братман-Бродовський (1880 — 1937) — радянський дипломат, учасник революції та громадянської війни в Росії.

## Біографія
Член РСДРП з 1903 року. Закінчив реальне училище (1897) й технічне училище (1901) у Варшаві.
- З 1904—1905 рік — на військовій службі.
- З 1906—1918 рік — на партійній роботі.
- З 17 березня по 9 червня 1919 року — член РВР Білорусько-Литовської Армії.
- З 9 червня по 22 червня 1919 року — член РВР 16-ї армії Західного фронту.
- З 1919—1920 рік — співробітник ЦК РКП(б).
- З 1920—1924 рік — секретар Повноважного представництва РРФСР/СРСР у Німеччині.
- З 1924—1929 рік — радник Повноважного представництва СРСР у Німеччині, повірений у справах СРСР у Німеччині.
- З 1932—1933 рік — уповноважений НКЗС СРСР при РНК Української РСР.
- З 10 жовтня 1933 року по 25 жовтня 1937 року — Повноважний представник СРСР у Латвії[1].

2 липня 1937 року його було арештовано звинувачуючи в «участі в контрреволюційній терористичній організації». Засуджений Воєнною колегією Верховного суду СРСР 27 жовтня 1937 року й того ж дня розстріляний. Реабілітований ВКВС СРСР 30 травня 1956 року.
Також 4 серпня 1937 року — було страчено його дружину Олену, як учасника великого терору.
Похований на Донському кладовищі Москви.